# Frailea mammifera
Frailea mammifera är en kaktusväxtart som beskrevs av Albert Frederik Hendrik Buining och Brederoo. Frailea mammifera ingår i släktet Frailea och familjen kaktusväxter.

## Underarter
Arten delas in i följande underarter:
- F. m. angelesiae
- F. m. mammifera

## Bildgalleri

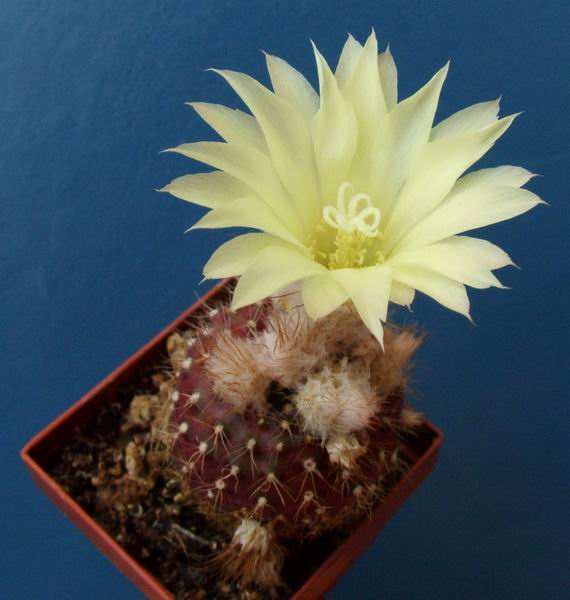